# Periodo compostelano
Il periodo compostelano o epoca compostelana o epoca di Xelmírez fu l'epoca di massimo splendore e di maggior sviluppo economico della storia della Galizia, durante il XII secolo, nel periodo di reggenza dell'arcivescovo Xelmírez della città di Santiago di Compostela.

## Evoluzione

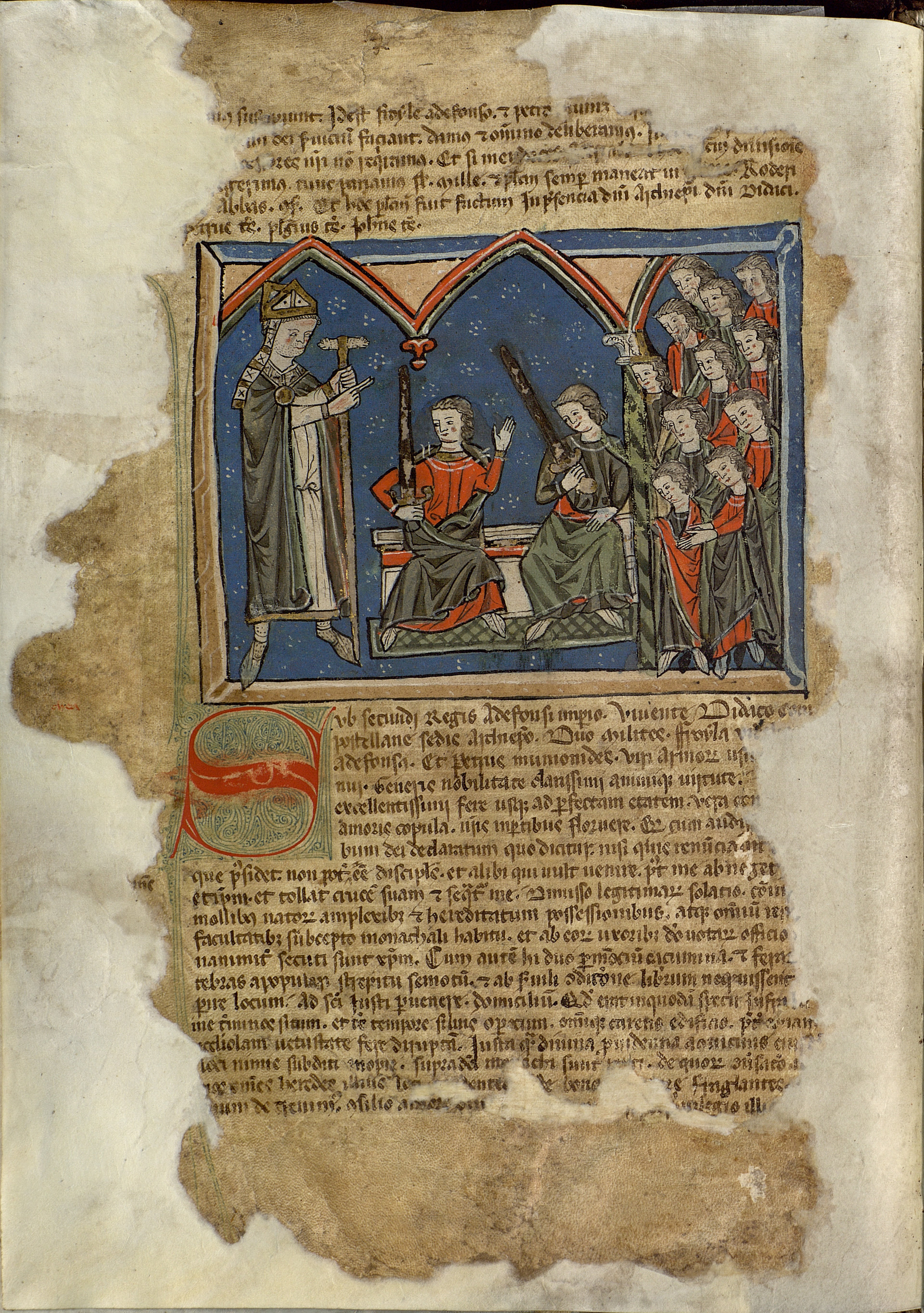
Miniatura medievale del monastero di Toxosoutos dove si rappresenta Diego Xelmírez nell'atto di ordinare due nuovi cavalieri insieme a una folta schiera di aristocratici. XIII secolo.

Agli inizi del Duecento la Galizia viveva un momento di crescita della popolazione e di espansione del fenomeno urbano. L'agricoltura si trovava in un periodo favorevole e, di conseguenza, l'artigianato e il commercio cominciavano a consolidarsi. In quegli anni inoltre iniziava a fiorire il Cammino di Santiago, fonte di ingresso e ponte che collegava in tutti i sensi la Galizia al resto dell'Europa. Una buona testimonianza di ciò è data dalla letteratura medievale espressa in lingua galiziano-portoghese.
Il 17 settembre del 1111, a Santiago di Compostela, la nobiltà galiziana capeggiata dal Conte di Traba e Diego Xelmírez incoronarono re il figlio di Urraca e Raimondo di Borgogna, Alfonso Raimúndez — timorosi che dal nuovo matrimonio tra Urraca e Alfonso di Aragona potesse scaturire discendenza: cosa che avrebbe infranto i loro progetti politici e, al tempo stesso, i diritti del futuro "Imperatore", come legittimo successore di Alfonso VI — dato che il futuro Alfonso VII di León e Castiglia era nel calcolo spagnolo. 
"Gli aragonesi consegnano il castello alla regina. Ah!, canta la grande gloria militare che ottennero i galiziani quel giorno dove i combattenti aragonesi si ritirarono prima di loro! Ma molto più grande e più felice fu quando le valorose forze di Galizia protessero Castiglia e i loro cavalieri dall'attacco dei nemici, costringendo a consegnare il castello degli aragonesi. ah vergogna!, i castigliani hanno bisogno di altre forze e sono protetti dalla sola audacia dei galiziani! Che ne sarà di questi cavalieri codardi allorché se ne andrà l'esercito galiziano, loro scudo e protezione?"
Il nuovo re era sostenuto dalle forze militari del vescovo compostelano e da quelle del conte Pedro Froilaz de Trava, che era stato suo mentore e precettore durante tutta la sua infanzia. Lo scopo dell'incoronazione era quello di preservare i diritti del figlio di Raimondo di Borgogna sul Regno di Galizia, in un momento in cui Urraca, già vedova, consegnava di fatto Castiglia e León al suo nuovo marito Alfonso il Battagliero di Navarra e Aragona. In realtà, la cerimonia compostelana, in un primo momento, fu molto più simbolica che di fatto, tanto che Xelmírez, Pedro Froilaz e altri nobili galiziani si diressero successivamente a León per intronizzare alla sede regia Alfonso Raimúndez. Durante il cammino, a Viandangos (tra León e Castiglia), il loro passo venne fermato con le armi da Alfonso il Battagliero (battaglia di Viandangos), frustrando così i piani della nobiltà galiziana. Fino alla maggiore età di Alfonso VII, e alla morte di sua madre, l'intera regione nord-occidentale si trovava a vivere un periodo di convulsione con frequenti alleanze e contro-alleanze tra madre e figlio e ancora tra questa e il suo sposo aragonese, sempre con la presenza in esse di Diego Xelmírez.
In questo clima di guerra e approfittando del fatto che Callisto II, zio del re di Galizia, saliva al soglio pontificio, Xelmírez ottenne l'arcivescovato di Santiago di Compostela (1120). Il vescovo pretendeva che Compostela venisse ad essere riconosciuta come chiesa metropolitana di Galizia, contro i tradizionali diritti che ostentava Braga fin dai tempi di San Martino di Dumio. Callisto II non accettava questo e decise di creare una nuova giurisdizione che implicava un'anomalia nel potere ecclesiastico peninsulare e che, inoltre, esercitava il suo potere non sopra i territori galiziani in cui era localizzata geograficamente, ma nell'antica giurisdizione di Mérida (attuale Estremadura e le terre a sud del fiume Douro).
Braga veniva così a trovarsi circondata dalla giurisdizione di Compostela e, di fronte a questo pericolo, si convertì nel centro del movimento indipendentista del Contado del Portogallo. Nel 1128 il capo della nobiltà galiziana Fernando Pérez de Traba e Teresa del Portogallo, che avvertivano un potere autonomo nello spazio galiziano-portoghese, vennero sconfitti dal figlio di quest'ultima, Alfonso Henriques. Questo sarebbe stato il germe del futuro regno portoghese separato dalla Galizia e da León.
Alla sua morte, Alfonso VII divise i suoi regni (1156), cedendo la Galiza e León a Ferdinando II. 
Ferdinando II fece una politica di concessione di cartas-póboas, che già aveva iniziato suo padre e fondò, tra le altre, le città di Padrón, Ribadavia, Noia e Pontevedra, dando anche un impulso fondamentale alla Cattedrale di Santiago di Compostela. Suo figlio Alfonso IX mantenne la stessa politica fondando lungo la costa, Betanzos, La Coruña, Baiona, Ferrol e Neda. Queste città supponevano una vera rivoluzione nella struttura sociale dell'epoca perché, da un lato, inauguravano la diversificazione economica, in contrasto con l'autarchia dei secoli precedenti e facilitavano lo sviluppo delle attività di pesca e pre-industriali orientate all'elaborazione delle materie prime, pesce salato soprattutto, commercializzato attraverso i porti; d'altro canto, servivano per consolidare socialmente una serie di "lignaggi" o "casati" che avevano alla loro origine i "secondi" della grande nobiltà e la fidalguía locale, che si dividevano le cariche municipali e amministrative (alcaldes, rexedores, xuíces, meiriños). Si creò così nel regno una proto-borghesia, che riuscì addirittura a introdurre nei monasteri rurali i suoi membri: priori di nome e fidalgos di vocazione, più preoccupati per gli interessi dei loro casati che per gli ideali monastici. Si trattava di una politica di rafforzamento dell'elemento urbano di fronte alla grande nobiltà.
Il rapido aumento della popolazione, nelle aree rurali, si tradusse in molte più braccia per lavorare la terra. Si aprirono nuovi spazi e si colonizzarono terre vergini sotto la direzione dei grandi monasteri. Questo, insieme al miglioramento degli attrezzi da lavoro e al perfezionamento dei sistemi di coltivazione, generò un aumento della produttività e, di conseguenza, un miglioramento dello stile di vita. La spartizione di questa maggiore produttività tra contadini e signori si tradusse nelle istituzioni dei foros.
Le trasformazioni economiche e sociali produssero cambi profondi nella mentalità e, nelle città, un rinnovo del fervore religioso per mano degli ordini mendicanti, soprattutto francescani, che recavano i germi delle riforme sociali.
Con questi monarchi il centro vitale dei regni era, logicamente, Compostela, dove risiedeva la corte galiziana, il cui splendore fu perpetuato dal Maestro Matteo (Mestre Mateo) nel granito della Cattedrale e, soprattutto, nel Portico della Gloria (Pórtico da Gloria) e nelle Praterías ("Argenterie"). Della prosperità del regno sono testimonianza anche le innumerevoli costruzioni romaniche ancora esistenti in Galizia. A un livello meno visibile, la cultura galiziana si riflette nella creazione letteraria, che in parte fu plasmata con la stesura della Historia Compostelana e del Codex calixtinus.
Alfonso VIII diede in eredità i regni di Galizia e León alle figlie che ebbe con Teresa del Portogallo: Sancha e Aldonza. Forse questi due regni, quello di Ferdinando II e Alfonso IX — in realtà, Alfonso VIII in una cronologia galiziano-leonese — costituiscono il momento cruciale in cui vi fu la possibilità di formare uno proprio spazio galiziano-leonese, in un momento in cui la monarchia patrimoniale cedeva ormai il passo a quella di carattere territoriale.